# Decamethylcyclopentasiloxan
Decamethylcyclopentasiloxan (D5) ist eine farb- und geruchlose Flüssigkeit. Es gehört zur Gruppe Organosiliciumverbindungen, d. h., es ist eine organische Verbindung, bei der die Siliciumatome direkt an Kohlenstoffatome gebunden sind.

## Eigenschaften
Decamethylcyclopentasiloxan bildet bei erhöhter Temperatur entzündliche Dampf-Luft-Gemische. Die Verbindung hat einen Flammpunkt bei 77 °C. Der Explosionsbereich liegt zwischen 0,52 Vol.‑% als untere Explosionsgrenze (UEG) und 7 Vol.‑% (820 g/m3) als obere Explosionsgrenze (OEG). Die Zündtemperatur beträgt 392 °C. Der Stoff fällt somit in die Temperaturklasse T2.
D5 weist eine Kombination eines hohen Octanol-Wasser-Verteilungskoeffizienten (log KOW: 8,07±0,22) und eines hohen Luft-Wasser-Verteilungskoeffizienten (log KAW: 3,13±0,13) auf.

## Verwendung
Decamethylcyclopentasiloxan wird beispielsweise als Ausgangsstoff für die basisch oder sauer katalysierte Ringöffnungspolymerisation, für Kosmetika und Hygieneartikel, in Reinigungs- und Poliermitteln und als Benzinadditiv verwendet. Der Verbrauch lag in Schweden zwischen 1999 und 2003 bei 10–20 t/Jahr. Im Europäischen Wirtschaftsraum werden jährlich 10 000 bis 100 000 Tonnen Decamethylcyclopentasiloxan hergestellt bzw. importiert. In Kanada entfielen beim Einsatz in Konsumgütern rund 70 % auf Deodorants und weitere rund 20 % auf Haarpflegemittel.

## Risikobewertung
Der alltägliche Gebrauch von Decamethylcyclopentasiloxan geht mit einer Pro-Kopf-Emission von rund 0,2–0,3 Gramm pro Tag einher. Seine Verwendung und Zulassung sind aus Umweltgründen umstritten. Die Europäische Chemikalienagentur stuft den Stoff als persistent und bioakkumulativ ein, in Kanada hingegen gilt er als unproblematisch.
Decamethylcyclopentasiloxan war basierend auf einer Stoffbeurteilung durch den kanadischen Umwelt- und Gesundheitsministerien im Jahr 2008 als gefährlich für die aquatische Umwelt bewertet worden und auf die entsprechende Liste gesetzt worden. Die Industrie focht den Entscheid an, dass die Stoffbeurteilung zu Restriktionen führen sollte, und verlangte ein „Board of Review“. Dieses kam im Oktober 2011 zum Schluss, dass Decamethylcyclopentasiloxan zwar die Grenzwerte bezüglich Persistenz und Bioakkumulation übersteige, der Stoff jedoch nicht biomagnifiziere. Weiter gäbe es keine Hinweise, dass der Stoff bis zur Löslichkeitsgrenze gegenüber Organismen toxisch wirke. Demnach wurden adverse Effekte für Organismen in Luft, Wasser und Sedimenten ausgeschlossen. Der zuständige Minister akzeptierte die Schlussfolgerungen, so dass Decamethylcyclopentasiloxan aus der Liste genommen wurde.
In der EU hingegen dürfen seit dem 31. Januar 2020 keine abwaschbaren kosmetischen Mittel mit einer Decamethylcyclopentasiloxan-Konzentration von 0,1 Gewichtsprozent oder höher in Verkehr gebracht werden, da Decamethylcyclopentasiloxan die Kriterien für die Identifizierung sehr persistenter und sehr bioakkumulierbarer Stoffe erfüllt. Ab dem 6. Juni 2026 darf D5 generell nicht mehr eingesetzt werden, mit Ausnahmen und Übergangsfristen für gewisse Anwendungen, u. a. für die Herstellung von Siliconpolymeren.